# Кятіб Хісам
Хісам Кятіб — середньовічний золотординський поет XIV ст.
Автор поеми «Джумджума-султан» («Цар-череп», 1369)